# Miguel Ahumada
Miguel Ahumada Sauceda (29 de septiembre de 1845-27 de agosto de 1916) fue un político y militar mexicano, así como gobernador de Chihuahua y de Jalisco. 
Nació en Colima el 29 de septiembre de 1845. En su juventud desempeñó tareas de carpintería y de inspección aduanal. Luchó contra el Imperio de Maximiliano I de México a las órdenes del General Ramón Corona y posteriormente al lado de Sóstenes Rocha. Fue prefecto político, diputado local, y comandante de armas en Colima. Posteriormente se le asignó comandante del resguardo marítimo en Guaymas, Sonora y Gobernador de Chihuahua en distintas ocasiones. 
En 1904 fue elegido gobernador de Jalisco, reeligiéndolo hasta enero de 1911; significándose como activo y progresista. Siendo diputado en las cámaras reunidas por Victoriano Huerta en 1913 por el 9o. distrito de Jalisco en la segunda fase de la XXVI Legislatura, a su caída se expatrió a los Estados Unidos en El Paso Texas, donde murió el 27 de agosto de 1916.